# Petr Kocourek
Petr Kocourek (* 7. května 1988 Praha) je kontroverzní český podnikatel, generální ředitel společnosti FLEET Control s.r.o. a spolu se svým mladším bratrem Jiřím Kocourkem působí v oblasti pojišťování řidičů proti pokutám. Nejednou byly jeho společnosti vyšetřovány policií pro podezření z neoprávněného podnikání i jiných trestných činů, jako je například podvod, zneužití osobních informací mrtvého člověka nebo násilí vůči úřední osobě. Nejvyšší správní soud nazval jejich činnost hyenismem. Je znám také díky případu, kdy ,,soudní poplatek poslal s výhrůžkou, dostal pokutu". V tomto případu šlo jen o to, aby díky jeho urážlivé poznámce k platbě NSS projudikoval, že poznámka k platbě je podání a mohl na tomto judikátu stavět další obstrukce.
Dále působí ve společnostech Anděl na cestě, z. s. jako předseda správní rady, Asociace pro poskytování právní ochrany z. s. jako předseda, Ochrana řidičů o.s. jako president, Share CAR!, z.s. jako ředitel a ve Virtuální provozovatel, z.s. jako předseda správní rady.
V roce 2012 začal jako první nabízet specifický druh pojištění proti pokutám za dopravní přestupky, skrze dvě své společnosti: Fleet Control, Motoristickou vzájemnou pojišťovnu a již zaniklou Českou vzájemnou pojišťovnu motoristů. Se svým společníkem Jaroslavem Topolem je české justici znám svým obstrukčním jednáním. Dlouhodobě také spolupracuje s youtuberem Mikem Pánem. Jeho podnikání v pojišťovnictví velmi rychle reaguje na aktuální trendy, proto v roce 2017 vznikly společnosti antiEET, nabízející ochranu před elektronickou evidencí tržeb a Libertas, která má údajně zaručit majitelům podniků ochranu před dopady protikuřáckého zákona. Úspěšnost takovýchto "ochran" však nebyla nikdy prokázána.
V roce 2019 neuspěl se svou kasační stížností ve věci ochrany před nezákonným zásahem Nejvyššího správního soudu ČR, který měl spočívat ve zveřejňování jeho osobních údajů v rozsudku Krajského soudu v Hradci Králové – pobočky v Pardubicích ze dne 7. 12. 2016, č. j. 52 A 30/2016-115, na webových stránkách Nejvyššího správního soudu ČR. Soud zdůraznil, že Petr Kocourek zastupuje jiné osoby v řízeních systematicky a čerpá z toho prospěch. Zároveň ale nechce nést odpovědnost, která je s takovou činností spojena v případě skutečných profesionálů, tedy typicky advokátů. Předmětnou kasační stížností se tak dle soudu Petr Kocourek fakticky domáhal toho, aby mohl tuto činnost nadále systematicky vykonávat, aby z ní mohl čerpat finanční a jiný prospěch, aby ji mohl veřejně inzerovat, aby se mohl chlubit svými úspěchy, ale zároveň aby se mohl stáhnout zpět do svého soukromí a dovolávat se ochrany osobních údajů, pokud se při této činnosti dopustí něčeho, co si nepřeje zveřejňovat.
Mimo práce na pozici ředitele firmy Fleet Control není zaměstnán, byl vyloučen z právnických fakult v Brně, Olomouci i Praze. I přes neukončené právní vzdělání a beze členství v ČAK poskytuje podobné služby jako advokáti, čímž porušuje také zákon o advokacii.
V roce 2022 byla rozsudkem Obvodního soudu pro Prahu 1 zrušena Motoristická vzájemná pojišťovna, Petr Kocourek byl pravomocně odsouzen k podmínečnému trestu ve výši 3 let, peněžitému trestu a omezení činnosti. V květnu 2024 Nejvyšší soud odmítl dovolání Kocourka a Motoristické vzájemné pojišťovny a potvrdil tak rozhodnutí soudů nižší instance.